# حديقة بوين ريتيرو
حديقة بوين ريتيرو هي واحدة من أكبر الحدائق في مدينة مدريد، إسبانيا. كانت الحديقة تابعة للملكية الإسبانية حتى عام 1868، ثم أصبحت حديقة عامة بعد الثورة المجيدة . تقع الحديقة في وسط المدينة، بالقرب من كل من بويرتا دي ألكالا ومتحف برادو، وتغطي مساحة 1.4كم مربع. تحتوي على حدائق ومعالم أثرية ومعارض وبحيرة اصطناعية وأماكن لاستضافة الفعاليات. في عام 2021، أصبحت الحديقة جزءًا من موقع التراث العالمي التابع لليونسكو والذي يتضمن أيضًا شارع باسيو ديل برادو.

## تاريخها
قامت العائلة المالكة عام 1505 ببناء منزل خاص كجزء من الكنيسة الجديدة عندما تم نقل دير الجيروني إلى المبنى الجديد وبني على طراز القوطي الإيزابيليني في الموقع الحالي لكنيسة القديس جيروم الملكي، فنقل الملك فيليب الثاني البلاط الإسباني إلى مدريد عام 1561، وقام فيليب بتوسيع حديقة ريتيرو تحت إشراف المهندس المعماري خوان باوتيستا دي توليدو.
في عشرينيات القرن السابع عشر، تم توسيع الحدائق عندما أعطى جاسبار دي جوزمان، كونت دوق أوليفاريس، للملك عدة قطع من الأراضي المجاورة للاستخدام الترفيهي للبلاط. قام أوليفاريس، بإذن الملك برسم مخطط لإقامة مسكن ملكي أعظم بكثير من الفيلات الموجودة، والتي تم بناؤها للنبلاء الرومان، على الرغم من أن هذا المقر الملكي الثاني كان من المقرر أن يتم بناؤه في المناطق النائية من مدريد آنذاك. في ثلاثينيات القرن السابع عشر، تم تشييد مباني القصر تحت إشراف المهندسين المعماريين جيوفاني باتيستا كريسينزي وألونسو كاربونيل. لا يزال اثنان من المباني قائمين حتى اليوم. أمر دوق أوليفاريس بإنشاء الحديقة في ثلاثينيات القرن السابع عشر، تم تصميمه من قبل كوزيمو لوتي، وهو مصمم مناظر طبيعية ومهندس عمل سابقًا على تخطيط حدائق بوبولي التي تميزت بخطوط المياه الرئيسية، مثل البركة الكبيرة، والقناة الكبيرة، والقناة الضيقة، والبركة الجرسية. فأصبحت بوين ريتيرو مركزًا للحياة في بلاط هابسبورغ طوال معظم العصر الذهبي الإسباني، في عهد الملكين فيليب الرابع والملك تشارلز الثاني، كما تم تقديم العديد من المسرحيات في الحديقة للعائلة المالكة.
تم إهمال الحديقة بعد وفاة فيليب الرابع في عام 1665، ولكن تم ترميمها وتغييرها فيما بعد في عهد فيليب الخامس، الذي أمر بإنشاء حديقة مصممة على الطراز الفرنسي. في عهد فرديناند السادس، كانت بوين ريتيرو مسرحًا للأوبرا الإيطالية، وفي عهد تشارلز الثالث أمر باستبدال الجدران القديمة بسور من الحديد المطاوع. تم بناء المرصد الفلكي لخوان دي فيلانوفا في عهد تشارلز الرابع.
تم تدمير معظم القصر وحدائقه خلال حرب شبه الجزيرة (1807-1814) عندما قامت قوات الإمبراطورية الفرنسية الأولى ببناء قلعة مدريد على أراضي الحديقة. تمت زراعة المزيد من الأشجار وتجميل المناطق غير المزروعة سابقًا في عهد الملكة إيزايبلا الثانية، وفي عام 1868، عندما تمت الإطاحة بالملكة إيزابيلا في الثورة المجيدة، أصبحت الحدائق مملوكة للقطاع العام. في عام 1883، استضافت الحديقة المعرض الوطني للتعدين، والذي تضمن حديقة حيوانات بشرية. 
في بداية القرن العشرين، تم بناء النصب التذكاري لألفونسو الثاني عشر ملك إسبانيا ، الذي صممه خوسيه جراسيس رييرا، بجوار البركة، وقد امتلأت الحديقة بعدد لا يحصى من التماثيل والنوافير والآثار التذكارية، مما أدى إلى تحويلها إلى متحف مفتوح للنحت في الهواء الطلق. بالقرب من المدخل الشمالي للحديقة توجد بركة التقاعد، وهي بركة اصطناعية كبيرة، ويقع بالقرب منها نصب تذكاري للملك ألفونسو الثاني عشر، والذي يتألف من صف أعمدة نصف دائري وتمثال للملك على ظهر حصان.

## تصميمها
حديقة ريتيرو هي حديقة من أوائل القرن العشرين مستوحاة من حديقة الورود في غابة بولونيا . بجانب الورود تقف نافورة الملاك الساقط ، التي أقيمت عام 1922، والتي يعد تمثالها الرئيسي عملاً لريكاردو بيلفر (1845-1924) مستوحى من مقطع من كتاب الفردوس المفقود لجون ميلتون،  والذي يمثل لوسيفر يسقط من السماء. يزعم أن هذا التمثال هو النصب التذكاري العام الوحيد المعروف للشيطان. يضم المتحف مجموعة من اللوحات التي تعود إلى القرنين التاسع عشر والعشرين، بما في ذلك أعمال الرسام الإسباني خواكين سورولا .
منذ أن أصبحت الحديقة حديقة عامة في أواخر القرن التاسع عشر، تم استخدامها كمكان لإقامة العديد من المعارض الدولية. وقد ظل العديد من المباني ذات الطابع الخاص شاهداً على مثل هذه الأحداث، بما في ذلك مبنى التعدين، المعروف شعبياً باسم قصر فيلاسكيز (1884) من تصميم المهندس المعماري ريكاردو فيلاسكيز بوسكو، الذي صمم قصر كريستال، وهو جناح زجاجي مستوحى من قصر الكريستال في لندن، وهو بلا شك المبنى الأكثر استثنائية في الحدائق. تم بناء قصر كريستال مع بركته الاصطناعية في عام 1887 لمعارض جزر الفلبين، وتم استخدامه في البداية لعرض أنواع الزهور الأصلية في الأرخبيل. ويوجد بها شارع باسيو دي لا أرجنتينا (ممشى التماثيل)ن ونصب تذكاري لإحياء ذكرى 191 ضحية لتفجيرات قطارات مدريد عام 2004. تتميز الحديقة بمعرض سنوي للكتب حيث يمكن للناس ترك أو بيع كتبهم أو مجلاتهم أو صحفهم المستعملة.
تحتوي حديقة ريتيرو على مناطق مخصصة لممارسة التمارين الرياضية في الهواء الطلق للشباب والكبار، تشتمل منطقة ممارسة التمارين الرياضية لكبار السن على معدات التمدد ودواسات الدراجات. تشتمل منطقة الشباب على قضبان لتمارين ثني العضلة ثلاثية الرؤوس، وتمارين السحب، وتمارين الجلوس، بالإضافة إلى أحجار كبيرة جلبها السكان المحليون لاستخدامها كأوزان، وحول البحيرة الموجودة يتم تقديم العديد من عروض الدمى وفناني الشوارع وعرافي المستقبل، ويمكن استئجار قوارب التجديف للتجديف، كما تتوفر عربات تجرها الخيول. تعد ريتيرو موطنًا للعديد من الملاعب الرياضية التي تديرها المدينة  والعديد من مناطق اللعب. يتم استخدام المسارات والممرات الرئيسية في الحديقة من قبل العائلات والعدائين وراكبي الدراجات والمتزلجين.